# Ledong

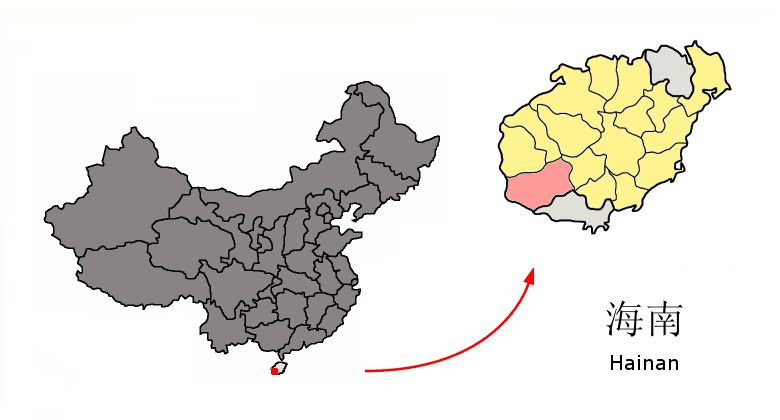
Lage des autonomen Kreises Ledong (rosa) in dem direkt der Provinz unterstellten Gebiet (gelb)

Der Autonome Kreis Ledong der Li (chinesisch 乐东黎族自治县, Pinyin Lèdōng Lízú zìzhìxiàn) ist ein autonomer Kreis im Südwesten der Inselprovinz Hainan (海南省) im Süden der Volksrepublik China. Die Fläche beträgt 2.758 Quadratkilometer und die Einwohnerzahl 464.435 (Stand: Zensus 2020). Sein Hauptort ist die Großgemeinde Baoyou (抱由镇). 